# Legna (album)
Legna è il secondo album del gruppo musicale italiano Gazebo Penguins, pubblicato nel 2011.

## Il disco
L'album è stato registrato e missato da Francesco Burro Donadello con l'assistenza di Andrea Sologni tra gennaio e marzo 2011 nello studio Igloo Audio Factory di Correggio (RE), fondato dallo stesso membro della band Andrea "Sollo" Sologni e il fonico Marco "Chuss" Chiussi. Il mastering è stato affidato a Carl Saff.
Sei tracce sono stati registrati dal vivo, due brani invece sono stati registrati per sovra incisioni.
Il cantante dei Fine Before You Came, Jacopo Lietti, ha preso parte alla creazione del singolo Senza di te.
Il concept grafico e la serigrafia sono stati ideati da Jacopo Lietti con Legno.

## Distribuzione
L'11 maggio 2011 il disco viene reso disponibile online gratuitamente.
Il 27 maggio 2015 l'album viene poi pubblicato in formato CD e vinile dall'etichetta discografica To Lose La Track.
È stata distribuita anche una versione limitata del vinile con il titolo dell'album in rosso.

## Accoglienza
Il brano Senza di te è stato inserito nella classifica dei 100 migliori brani del 2011 stilata da Rockit posizionandosi al 53º posto.

## Tracce
1. Il tram delle 6 – 3:50
2. Dettato – 2:34
3. Senza di te – 2:22
4. Frate indovino – 2:35
5. Troppo facile – 3:01
6. Ci mancherà – 2:40
7. Cinghiale – 2:21
8. 300 lire – 3:09

## Formazione
Gruppo
- Pietro Cottafavi alias Piter – batteria
- Gabriele Malavasi alias Capra – chitarra elettrica, voce
- Andrea Sologni alias Sollo – basso elettrico, voce

Altri musicisti
- Jacopo Lietti – voce in Senza di te